# ریموند رابینسون (دوچرخه‌سوار)
ریموند رابینسون (انگلیسی: Raymond Robinson؛ زادهٔ ۳ سپتامبر ۱۹۲۹) دوچرخه‌سوار اهل آفریقای جنوبی بود.
وی در مسابقات کشوری و بین‌المللی در مجموع برندهٔ ۱ مدال نقره، ۱ مدال برنز شده‌است.